# Day of Defeat
Day of Defeat (DoD) speelt zich af in de Tweede Wereldoorlog. De speler speelt voor een van de twee beschikbare teams, de 'Allies (Amerikanen of Engelsen' en de 'Axis (Duitsers)'. Het spel is een vorm van vlagveroveren. Het spel maakt gebruik van geluid en plaatjes die gebaseerd zijn op de film Saving Private Ryan. Een aantal maps is ontworpen met in het achterhoofd historische gebeurtenissen.

## Geschiedenis
DoD is ooit in 2000 begonnen als modificatie voor Half-Life, ontwikkeld buiten Valve Corporation, de producent van Half-Life. Deze zogenaamde 'beta's' werden geregeld vernieuwd, tot aan versie 3.1b toe. Bij het uitbrengen van Beta 2.0, oktober 2001, werd het aantal spelers-klassen uitgebreid met onder andere de Staff Sergeant bij de geallieerden, die bewapend is met een M1 Carbine. De Axis Sniper van de 1.x beta's werd vervangen door een Karabiner 98k met telescoopvizier. Bovendien kregen zowel Axis als Geallieerden de beschikking over een mitrailleur (.30 kaliber voor de geallieerden en de MG34 en MG42 voor de Axis). 
In juli 2002 kwam Beta 3.0 uit, met de geallieerde sergeant, die de beschikking kreeg over een M3 Grease Gun. Bovendien werd de para-gameplay-mode geïntroduceerd, waarbij spelers pas respawnen nadat de ronde is afgelopen, vergelijkbaar met Counter-Strike. De Axis konden ook als wapen de FG 42 (met telescoopvizier of tweebenige steun) en het geweer K43. 
Later kwam het ontwikkelingsteam van DoD in dienst van Valve. In mei 2003 kwam een door Valve zelf uitgebrachte versie uit van DoD: versie 1.0. Het werd geconverteerd om te draaien onder Steam in versie 1.1. Steam is noodzakelijk om DoD te spelen. Deze versies kenden een groot aantal vernieuwingen. De snelheid van het spel ging omhoog, een on-screen-kaart is in beeld waarop te zien is waar teamgenoten zich bevinden en eventuele handgranaten landen. Diverse andere, meer kleine en grafische veranderingen deden hun intrede. Gewond raken en snel herstellen door 'medic' of 'Sanitäter' te roepen, bekend uit de Beta's, werd echter verwijderd. Britse soldaten maakten hun opwachting maar deden slechts dienst in een paar maps. Verder kwamen er Amerikaanse bazooka's, Duitse Panzerschrecks  en Britse PIAT's in het spel sinds versie 1.2. De Para-maps bleven in het spel, maar de bijzondere gameplay werd verwijderd en vervangen door het traditionele vlaggen veroveren. Ook kwam er een tweepoot onder de Browning Automatic Rifle. Valve is doorgegaan met de ontwikkeling van DoD tot versie 1.3. Op 26 september 2005 werd Day of Defeat: Source uitgebracht, waarmee een einde kwam aan de ontwikkeling van DoD.

## Spelersklassen
Elk team heeft een aantal speciale "player classes" waarmee de speler een unieke rol kan vervullen. 
(Klas - Wapen)

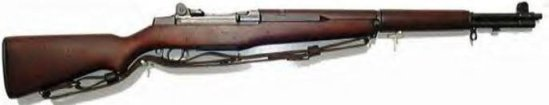
M1 Garand: "The rifle that won the war."

De geallieerden (Allies) hebben de volgende klassen:
- Rifleman - M1 Garand
- Staff Sergeant - M1 Carbine
- Sergeant - M3 Grease Gun
- Master Sergeant - Thompson submachine gun
- Sniper - Springfield 1903 rifle
- Support - Browning Automatic Rifle (BAR)
- Machinegunner - .30 Caliber Machine Gun
- Bazooka - Bazooka

De geallieerden (British) hebben de volgende klassen:
- Rifleman - Lee-Enfield
- Sergeant - Sten
- Sniper - Lee-Enfield Sniper
- Machinegunner - Bren
- Bazooka -  PIAT

De Duitsers (Axis) hebben de volgende klassen:
- Grenadier - Karabiner 98k
- Stoss-Truppe - Karabiner 43k
- Sturm-Trupper - MP44 (Sturmgewehr 44)
- Unteroffizier -  MP40
- Scharfschutze - Karabiner 98k Sniper
- Panzerschreck - Panzerschreck
- MG-42 - MG42
- MG-34 - MG34
- Fallschirmjäger - FG42

## Mappen
Day of Defeat mappen zijn veelal scenario's van de Tweede Wereldoorlog. Met jouw team moet je punten/vlaggen veroveren en proberen om dat gebied te beschermen.
Officiële DoD-mappen hebben ook beroemde scènes uit de geschiedenis. Bijvoorbeeld het gevecht op Omaha Beach (dod_charlie), straatgevechten in de Italiaanse stad Salerno tijdens Operatie Avalanche (dod_avalanche), en een glidermissie waar de Amerikaanse 101st Airborne Division landt en waar ze objecten moet vernietigen zoals de radio en Flak 88mm luchtafweerkanonnen (dod_glider).
Day of Defeat-mappen bieden de speler de mogelijkheid om sommige stukken in een muur op te blazen om zo op geheime plekken te komen. Dat is dus het verschil met normale mapstrategieën. Muren die je op kan blazen worden normaal gesproken aangegeven met een scheur in de muur. Deze stukken kan je opblazen met een bom, bazooka, PIAT of Panzerschreck.

## Gameplay
De Day of Defeat-mappen hebben niet altijd een standaard. Er zijn populaire mappen waarbij beide teams verschillende doelen hebben. Er zijn drie soorten gameplay.
- Capture the Flag (Verover de Vlag)

Spelers kunnen een vlag veroveren door er een tijdje naast te staan. Sommige vlaggen echter hebben twee spelers nodig om veroverd te worden. Als een team alle vlaggen heeft veroverd dan heeft dat team gewonnen.
- Destroy Target (Vernietig Doel)

Er zijn ook mappen waarbij een speler door middel van een bom of bazooka een object moet vernietigen. Als een team alle objecten van het andere team heeft vernietigd, dan heeft dat team gewonnen.
- Capture Target (Verover Doel)

Dit is een variatie op Capture The Flag alleen moet er hier een huis, vrachtwagen, vliegtuig of iets dergelijks veroverd worden. Hierbij moet 1 team het veroveren en 1 team de punten verdedigen.

## Bots
Alhoewel DoD een multiplayerspel is, kan de speler het ook offline spelen door middel van bots. Dat zijn computer-controlled opponents. Populaire DoD bots zijn SturmBOT en ShrikeBot.

## Day of Defeat: Source
Day of Defeat: Source is de volgende versie van het spel. Het is gebaseerd op de Source-engine, die ook gebruikt is voor Half-Life 2 en Counter-Strike: Source. Het kwam officieel uit op 23 september 2005. Al lijken doelen in het spel ongewijzigd, de aanpassing van wapens en beweging in het spel maken dat de gameplay ingrijpend is veranderd. Verder is er intensief gesleuteld aan de graphics. Maps zien er nu mooier en gedetailleerder uit. Eerst was er wel enkel de "Capture the Flag"-mod maar sinds 29 juni is er een nieuwe mod uit: "detonation" met de bijhorende mappen Colmar en Jagd. In deze mod is het de bedoeling om vijandige objecten op te blazen. De standaard mappen komen allemaal uit het origineel, enkel Argentan is nieuw. Deze mappen zijn: Anzio, Avalanche, Donner, Kalt & Flash. Je vecht nog steeds met Axis of Allies.